# Białynka
Białynka – struga na ziemi prudnickiej, w południowo-zachodniej Polsce, w województwie opolskim, powiecie krapkowickim, gminach Walce i Krapkowice. Dopływ strugi Jaźwina, długości 3,65 km.
Źródło strugi znajduje się we wsi Brożec. Przepływa na wschód od miejscowości Borek i przez wieś Pietna. W Pietnej uchodzi do strugi Jaźwina.